# San Carlos (Philippines)
Pour les articles homonymes, voir San Carlos.
San Carlos est une ville des Philippines sur l’île de Luçon. Selon le recensement de 2000 elle possède 154 264 habitants.